# Metallata absumens
Metallata absumens är en fjärilsart som beskrevs av Francis Walker 1862. Metallata absumens ingår i släktet Metallata och familjen nattflyn. Inga underarter finns listade i Catalogue of Life.